# Clear Lake (Dakota del Sur)
Clear Lake es una ciudad ubicada en el condado de Deuel en el estado estadounidense de Dakota del Sur. En el Censo de 2010 tenía una población de 1.273 habitantes y una densidad poblacional de 151,23 personas por km².

## Geografía
Clear Lake se encuentra ubicada en las coordenadas 44°45′23″N 96°41′25″O / 44.75639, -96.69028. Según la Oficina del Censo de los Estados Unidos, Clear Lake tiene una superficie total de 8.42 km², de la cual 7.95 km² corresponden a tierra firme y (5.51%) 0.46 km² es agua.

## Demografía
Según el censo de 2010, había 1.273 personas residiendo en Clear Lake. La densidad de población era de 151,23 hab./km². De los 1.273 habitantes, Clear Lake estaba compuesto por el 97.64% blancos, el 0.39% eran afroamericanos, el 0% eran amerindios, el 0.08% eran asiáticos, el 0% eran isleños del Pacífico, el 0.39% eran de otras razas y el 1.49% pertenecían a dos o más razas. Del total de la población el 1.02% eran hispanos o latinos de cualquier raza.